# Heroica Guaymas
Heroica Guaymas (röviden Guaymas) egy kikötőváros Mexikó Sonora államának déli részén. Lakossága 2010-ben meghaladta a 113 000 főt. Nemzetközi repülőtere a General José María Yáñez nemzetközi repülőtér.

## Földrajz

### Fekvése
Guaymas Mexikó északnyugati, azon belül Sonora állam déli részén fekszik egy, a Kaliforniai-öbölbe benyúló, kisebb öblökkel tagolt félszigeten. Területén a száz métert is meghaladó hegyek emelkednek, de közelében több száz méteresek is vannak.

### Éghajlat
A város éghajlata igen forró és száraz. Minden hónapban mértek már legalább 40 °C-os hőséget, a rekord elérte a 46 °C-ot is. Az átlagos hőmérsékletek a januári 20,1 és a júliusi 31,2 fok között váltakoznak, fagy nem fordul elő. Az évi átlagosan 245 mm csapadék időbeli eloszlása nagyon egyenetlen: júliusban és augusztusban hull az éves mennyiség csaknem fele.
| Hónap                                   | Jan. | Feb. | Már. | Ápr. | Máj. | Jún. | Júl. | Aug. | Szep. | Okt. | Nov. | Dec. | Év   |
| --------------------------------------- | ---- | ---- | ---- | ---- | ---- | ---- | ---- | ---- | ----- | ---- | ---- | ---- | ---- |
| Rekord max. hőmérséklet (°C)            | 42,0 | 41,0 | 45,0 | 44,0 | 46,0 | 46,0 | 45,0 | 45,0 | 44,0  | 40,0 | 41,0 | 40,0 | 46,0 |
| Átlagos max. hőmérséklet (°C)           | 27,7 | 28,9 | 30,4 | 32,6 | 34,7 | 36,6 | 37,4 | 37,4 | 36,4  | 33,3 | 30,3 | 27,7 | 32,8 |
| Átlaghőmérséklet (°C)                   | 20,1 | 21,0 | 22,6 | 25,1 | 26,2 | 28,7 | 31,2 | 30,2 | 29,1  | 26,4 | 22,8 | 20,5 | 25,3 |
| Átlagos min. hőmérséklet (°C)           | 12,4 | 13,1 | 14,9 | 17,3 | 17,6 | 20,8 | 25,1 | 23,0 | 21,7  | 19,6 | 15,4 | 12,8 | 17,8 |
| Rekord min. hőmérséklet (°C)            | 3,0  | 3,0  | 4,0  | 1,0  | 3,0  | 3,0  | 15,0 | 3,0  | 5,0   | 10,0 | 2,0  | 5,0  | 1,0  |
| Átl. csapadékmennyiség (mm)             | 16   | 7    | 9    | 4    | 0    | 3    | 62   | 56   | 28    | 23   | 17   | 21   | 245  |
| Forrás: Servicio Meteorológico Nacional |      |      |      |      |      |      |      |      |       |      |      |      |      |

## Népesség
A település népessége a közelmúltban folyamatosan növekedett:
| Év   | Lakosság |
| ---- | -------- |
| 1990 | 87 484   |
| 1995 | 90 964   |
| 2000 | 97 593   |
| 2005 | 101 507  |
| 2010 | 113 082  |

## Története
A város jelenlegi helyétől még kilométerekkel távolabb 1701-ben jött létre az első telep, amit Eusebio Kino és Juan María de Salvatierra jezsuita szerzetesek hoztak létre San José de Guaymas néven. Ez a kis misszió azonban többször is elpusztult a szeri indiánok támadásaiban és többször is újjáépült, majd 1767-ben Carlos Francisco de Croix alkirály elrendelte a guaymasi öböl felderítését, hogy az Expedición Sonora nevű katonai műveletek során majd kihasználja a hely ismeretét. A Guaymas települést megalapító rendeletet 1769-ben adta ki José Gálvez.
A kikötő 1811-ben kapott engedélyt, hogy kereskedelmi forgalmat bonyolíthasson le, a tengeri vámot 1823-ban vezették be. Guaymas, mint önálló község, 1825-ben alakult meg. 1854. július 13-án a francia Gaston de Raousset-Boulbon támadta meg a várost, ám a José María Yáñez vezette védők visszaverték az idegen megszállókat (lásd: Sonorai Francia Állam). Pontosan 5 évvel később emelkedett a település ciudad rangra, 1862-ben pedig felvette a Guaymas de Zaragoza nevet. 1865-ben újabb francia támadás érte Guaymast, ezúttal francia győzelemmel. A megszállás 1866. szeptember 13-ig tartott.
A 20. század során a kikötő és vele együtt maga a város is folyamatosan fejlődött. 1961-ben építették fel a PEMEX olajkikötőjét, 1972-ben pedig megkezdődött a tengeri forgalom Guaymas és a Déli-Alsó-Kalifornia államban található Santa Rosalía között. Ugyanebben az évben kezdték meg a Sánchez Taboada nevű halászati ipari park építését, a következő évtizedekben pedig újabb létesítményeket alapítottak.

## Turizmus, látnivalók, kultúra

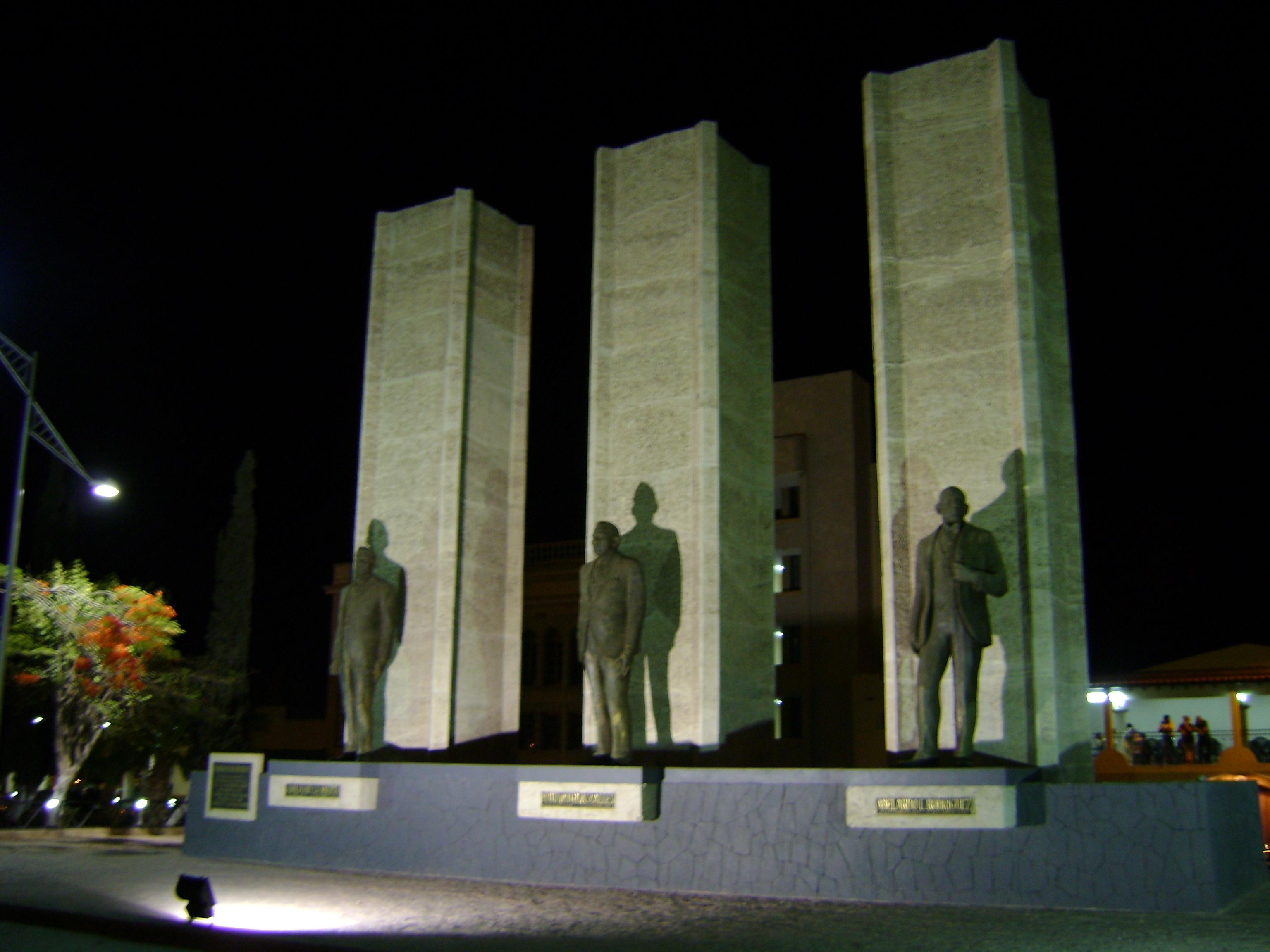
A három elnök szobra

A város nem kimondott turisztikai célpont (múzeuma sincs), de néhány régi műemléke van, például a 19. századi Szent Ferdinánd-templom, a Jézus Szent Szíve-templom, a klasszicista stílusú banképület, a községi palota és a San Fernando tér. A település egyik legismertebb emlékhelye a három, itt született elnök (Adolfo de la Huerta, Plutarco Elías Calles és Abelardo L. Rodríguez) közös emlékműve.
A híres guaymasi karnevált 1888-ban rendezték meg először, azóta is minden év februárjában megtartják. Emellett fontos ünnepek még a július 1-i tengerészet napja és Keresztelő Szent János ünnepe június 24-én. A helyi indiánok ezen a napon ősi hagyományuknak megfelelően a folyóban fürdenek.